# صوفي إينسورث
صوفي إينسورث (بالإنجليزية: Sophie Ainsworth)‏ هي متسابقة يخت بريطانية، ولدت في 22 يونيو 1989.

## وصلات خارجية
- صوفي إينسورث على موقع الاتحاد الدولي للملاحة الشراعية (موقع جديد) (الإنجليزية)
- صوفي إينسورث على موقع اللجنة الأولمبية الدولية (الإنجليزية)
- صوفي إينسورث على موقع أوليمبيديا (الإنجليزية)
- صوفي إينسورث على موقع اللجنة الأولمبية البريطانية (الإنجليزية)